# Crossfire Hurricane
Crossfire Hurricane è un documentario del 2012 diretto da Brett Morgen sulla carriera dei Rolling Stones.
Il titolo fa riferimento al primo verso («I was born in a crossfire hurricane») della canzone Jumpin' Jack Flash.

## Trama
In occasione del loro 50º anniversario i Rolling Stones, con il supporto di filmati di repertorio e intervistati dal regista Brett Morgen, ripercorrono i primi 20 anni di carriera. In particolare vengono affrontati gli esordi, il successo riscosso tra i giovani degli anni sessanta, l'iniziale contrapposizione mediatica con i Beatles, le eccezionali doti musicali di Brian Jones, le prime canzoni scritte, i concerti tra l'isterismo delle ragazze e l'aggressività dei ragazzi che sfociavano in risse con la polizia, l'assunzione di sostanze stupefacenti da parte di Jagger e Richards ed il loro arresto, il contributo musicale di Brian Jones che andava scemando dovuto ad un eccessivo uso di droghe e la sua morte avvenuta poche settimane dopo la separazione dalla band, l'esordio di Mick Taylor al concerto di Hyde Park in memoria di Jones, il ritorno ai tour mondiali e la pessima organizzazione del concerto gratuito di Altamont, la fuga dalle tasse nel 1971 e l'esilio in una villa della Costa Azzurra dove venne registrato Exile on Main St., la decisione di Mick Taylor di lasciare il gruppo, l'arrivo di Ronnie Wood che si ambienta subito e porta una ventata d'aria fresca, fino all'arresto di Keith Richards in Canada per possesso di eroina e la decisione di disintossicarsi per salvaguardare il futuro della band.

## Distribuzione
Il documentario è stato presentato al London Film Festival il 18 ottobre 2012. Nel Regno Unito è stato commercializzato in DVD e Blu-ray il 7 gennaio 2013. In Italia è uscito in Blu-ray il 22 gennaio 2013 e successivamente è stato distribuito nelle sale il 29 e 30 aprile. Nella Svizzera italiana è stato trasmesso in due parti su RSI LA2 il 23 e 30 aprile.

## Riconoscimenti
- Golden Reel Award 2013: miglior montaggio sonoro in un documentario
- NME Awards 2013: miglior film musicale